# Gränsjusteringsmekanismen för koldioxid
Gränsjusteringsmekanismen för koldioxid (engelska: Carbon Border Adjustment Mechanism, CBAM) är en importavgift på koldioxidintensiva produkter, till exempel cement och viss elektricitet, som kommer tas ut på importerade varor till Europeiska unionen från och med 2026. Mekanismen föreslogs av Europeiska kommissionen i juli 2021 som en del av Fit for 55 och godkändes av Europaparlamentet och Europeiska unionens råd den 10 maj 2023. Delar av mekanismen trädde i kraft den 1 oktober 2023 och hela mekanismen är tänkt att tas i bruk fullt ut 2026.
Genom mekanismen kommer importörer att behöva betala för sina utsläpp utanför unionen på samma sätt som de hade behövt göra inom ramen för unionens utsläppshandelssystem om produktionen istället hade skett inom unionen. På så sätt är CBAM tänkt att förhindra så kallat koldioxidläckage, det vill säga att europeiska företag flyttar sin produktion till länder utanför EU för att undkomma utsläppshandelssystemet. Genom mekanismen kommer även den fria tilldelningen av utsläppsrätter att fasas ut.
Europeiska unionens råd nådde en överenskommelse mellan ministrarna från medlemsstaterna den 15 mars 2022 om den övergripande utformningen av CBAM. Förslaget antogs slutligen den 10 maj 2023 efter förhandlingar mellan Europaparlamentet och rådet. I juni 2023 presenterade kommissionen ett förslag om genomförandebestämmelser för CBAM under en övergångsperiod från den 1 oktober 2023 till slutet av 2025.